# Puszczanie krwi
Ten artykuł opisuje teorie, metody lub czynności niezgodne ze współczesną wiedzą medyczną.

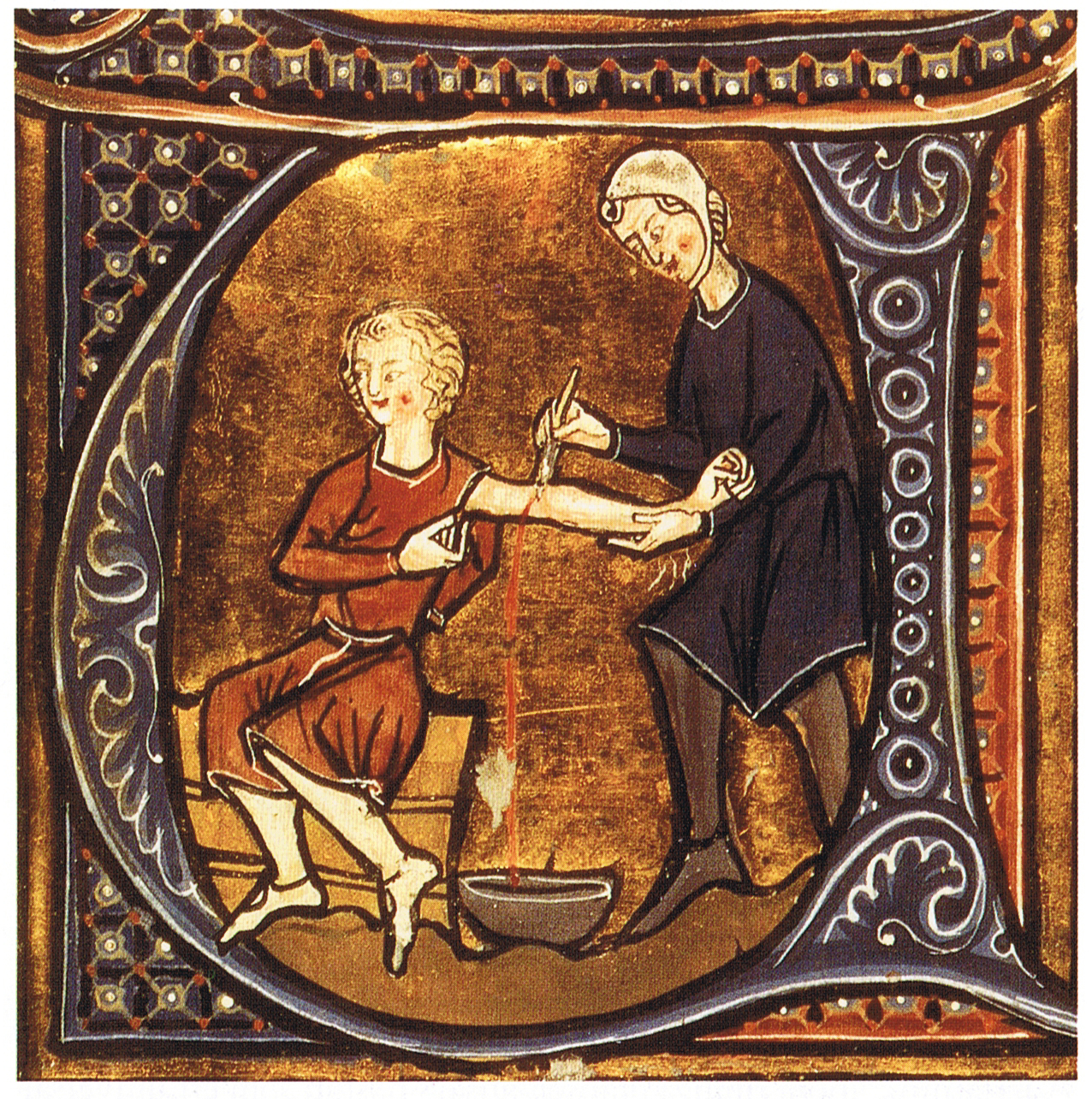
Średniowieczna rycina przedstawiająca upuszczanie krwi.

Puszczanie krwi (upuszczanie krwi, flebotomia) – zabieg pseudoleczniczy często wykonywany w dawnej praktyce medycznej. Znany już od starożytności i popularny aż do końca XIX w. Flebotomia polega na wycofaniu z układu krwionośnego znaczącej ilości krwi. Dawniej wierzono, iż zapobiega powstawaniu wielu chorób i przypadłości. Obecnie praktyka ta ze względu na brak potwierdzonej skuteczności jest zarzucona z wyjątkiem nielicznych przypadków. W przeszłości użycie tej metody może wydawać się uzasadnione jedynie w przypadkach nadciśnienia ze względu na brak znajomości innych środków leczniczych. Upuszczenie krwi mogło powodować korzystne objawy u pacjenta poprzez zmniejszenie ciśnienia krwi, co było wynikiem spadku objętości krwi w organizmie.
Współcześnie z dawną flebotomią powiązane są głównie procesy pobierania próbek krwi do późniejszej analizy oraz transfuzja. Leczniczo termin flebotomia oznacza upuszczanie pewnych ograniczonych ilości krwi w ściśle określonych chorobach, takich jak: hemochromatoza, czerwienica, porfiria – w tych przypadkach ma to na celu zredukowanie ogólnej liczby czerwonych ciałek krwi.

## Puszczanie krwi w starożytności
Flebotomia jako metoda lecznicza była znana już od najdawniejszych czasów, stosowali ją m.in.: mieszkańcy Mezopotamii, Egiptu, Grecji, Majowie i Aztekowie. W Grecji praktyka ta była powszechna w okresie życia Hipokratesa, który wprawdzie o niej wspominał, ale zalecał głównie dietę jako najważniejszy środek leczniczy. Herofilos zalecał stosowanie upuszczania krwi. Archagatus, grecki lekarz praktykujący w czasach republiki rzymskiej, stosował flebotomię bardzo często u swoich pacjentów i dlatego zyskał opinię najbardziej „krwawego”.
Popularność puszczania krwi w starożytnej Grecji miała swe źródło także w teoriach Galena, który odkrył, że żyły nie są wypełnione Eterem, ale krwią. Galen uważał, iż krew po swoim powstaniu ulega zużyciu, tak więc wyeksploatowana krew według niego miała powodować powstawanie „trucizn” i „ekskrementów”. Drugą ważną zasadą sformułowaną przez niego była tzw. „równowaga humorów (albo soków)”, od której miał zależeć stan zdrowia. Galen wyróżniał cztery humory (soki): krew, flegmę, czarną i żółtą żółć, co było pewnego rodzaju odniesieniem do czterech klasycznych elementów greckiego wszechświata: ziemi, powietrza, ognia i wody. W galenowskiej medycynie krew była najważniejszym z humorów, którego ilość w organizmie musiała pozostawać pod kontrolą. Aby utrzymać równowagę humorów, Galen zalecał lekarzom by usuwali nadmiar krwi lub też prowokowali wymioty za pomocą środków wymiotnych albo podawali środki moczopędne.
Galen stworzył nawet kompletny system wiedzy o tym, jak duże ilości krwi powinny być „wytoczone” z organizmu chorego, wszystko zależało od jego wieku, budowy fizycznej, pogody i miejsca. Objawami, które uzasadniały stosowanie flebotomii miały być gorączka, ból głowy, udar mózgu. Sposób upuszczania krwi zależał od rodzaju choroby, w zależności od niej wytaczano krew żylną lub tętniczą i w miejscu mniej lub bardziej oddalonym od obszaru chorobowego. Galen połączył także różne rodzaje naczyń krwionośnych z organami, które według niego miały im odpowiadać. Na przykład żyła umiejscowiona w prawej ręce była powiązana z wątrobą, a żyła w lewej ręce ze śledzioną. Im poważniejsza (ostrzejsza) była choroba, tym większą ilość krwi upuszczano. W szczególności przy gorączce wytaczano duże jej ilości.
Żydowski Talmud zalecał odpowiednie dni tygodnia i miesiąca na wykonywanie tego zabiegu. Podobne zalecenia można znaleźć w pismach chrześcijańskich, mianowicie preferowano dni, które odpowiadały osobie określonego świętego. Muzułmańscy uczeni polecali flebotomię przy stanach gorączkowych, pogląd ten prawdopodobnie przejęli od Greków. Kiedy poglądy arabskich lekarzy stały się bardziej znane w łacińskiej Europie upuszczanie krwi rozpowszechniło się na całym kontynencie. Flebotomia razem z wypalaniem (przyżeganiem) była bardzo charakterystyczna dla arabskiej wiedzy medycznej i była w tym kręgu kulturowym powszechnie stosowana. Praktyka ta była znana także ajurwedyjskim medykom hinduskim.

## Puszczanie krwi (od średniowiecza do XIX wieku)

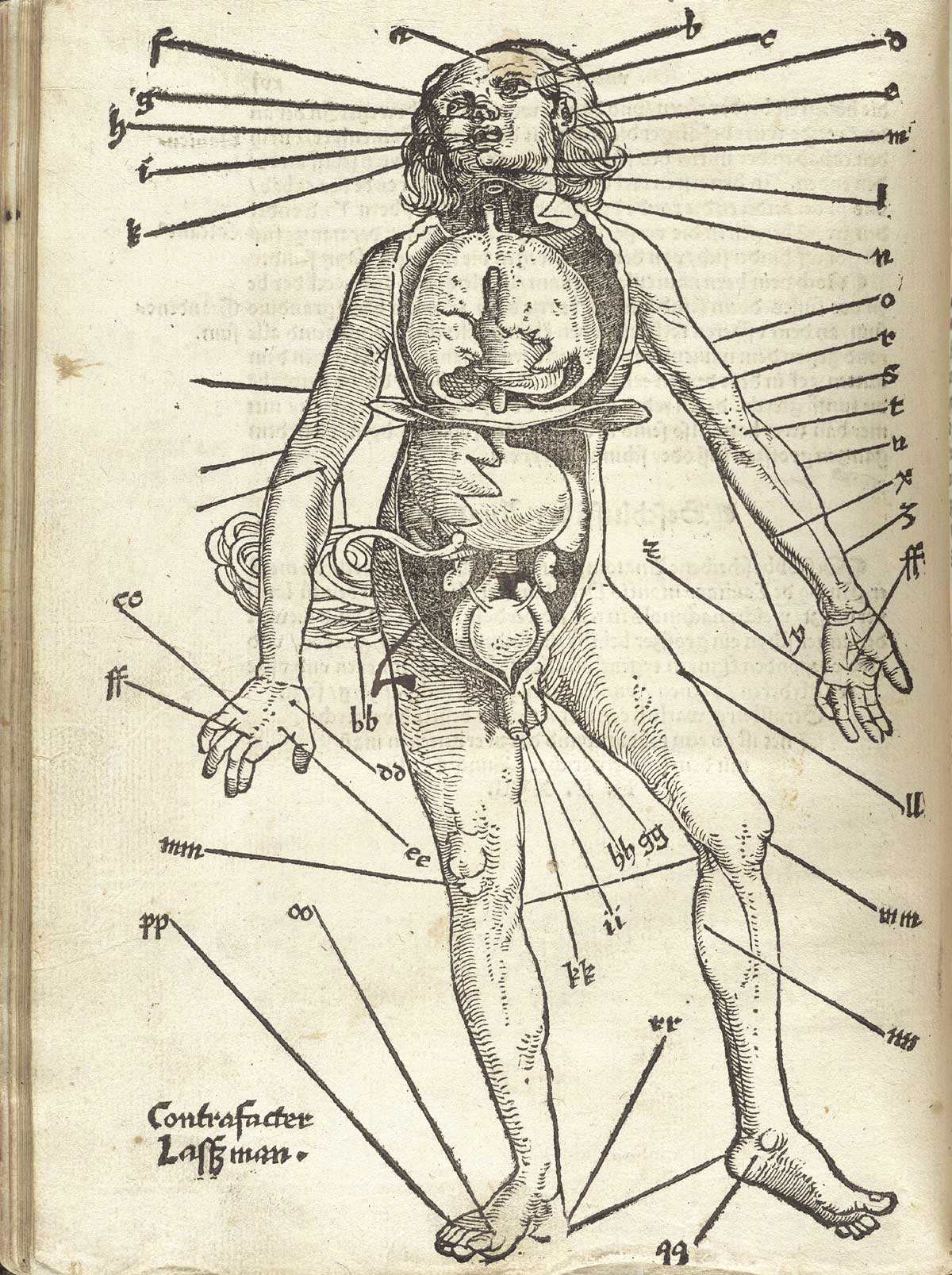
Punkty upuszczania krwi

Nawet po wyparciu galenowskiego systemu humorów flebotomia była w dalszym ciągu wykonywana przez wykwalifikowanych chirurgów i fryzjerów-chirurgów (cyrulików). Mimo że flebotomia była zalecana przez lekarzy, wykonywali ją fryzjerzy. Ten podział pracy doprowadził wkrótce do rozróżnienia zawodów lekarza i chirurga. Puszczanie krwi było przeprowadzane przy „leczeniu” bardzo wielu chorób, stosowano je także profilaktycznie.
Aplikowano je chorym przez cały okres średniowiecza, a zaczęto kwestionować jego skuteczność dopiero w XVI wieku (w szczególności w północnej Europie, głównie w Holandii). We Francji dwór królewski oraz lekarze uniwersyteccy byli zwolennikami jego częstego stosowania. W Anglii natomiast skuteczność tej praktyki była przedmiotem wielu gorących dyskusji, prowadząc do zmniejszenia częstotliwości jej wykonywania w ciągu XVIII wieku, na krótko została przywrócona w leczeniu chorób tropikalnych w XIX wieku.
Sam zabieg był wykonywany na wiele sposobów. Pierwszym z nich było wytaczanie krwi z naczyń krwionośnych rąk lub szyi, stosowano też tzw. arteriotomię, gdzie nakłuwano tętnicę (z reguły w okolicach skroni), używano też do tego celu (przy tzw. „wierzchnich naczyniach”) strzykawek, sprężynowych lancetów, szklanych baniek wypełnionych gorącym powietrzem czy wreszcie pijawek. Wytoczenie takiej ilości krwi, która powodowała omdlenie pacjenta uważano za korzystne i dlatego duża część zabiegów kończyła się utratą świadomości pacjenta.
William Harvey udowodnił brak skuteczności flebotomii w 1628 r., całkowicie metodę tę zdyskredytował Pierre Louis w XIX wieku. Jednakże duża część środowiska naukowego nadal upierała się przy jej „dobroczynnym wpływie” (np. doktor Broussais zalecał nakładanie choremu 50 pijawek za jednym razem).
Upuszczanie krwi było też popularne na początku istnienia Stanów Zjednoczonych, gdzie Benjamin Rush jeden z sygnatariuszy Deklaracji Niepodległości uważał, że stan w jakim znajdują się naczynia krwionośne, decyduje o rozwoju choroby. Zalecał on upuszczanie bardzo dużych ilości krwi, które nawet jak na ówczesne czasy były olbrzymie. Taką metodę „leczenia” zastosowano m.in. u George’a Washingtona po tym, jak miał on wypadek podczas jazdy konnej. Z jego organizmu wytoczono prawie 1,7 litra krwi, co przyczyniło się pośrednio do jego śmierci w wyniku infekcji gardła w 1799 r.
Jedną z przyczyn, dla których flebotomia była stosowana przez tak długi okres mimo stosunkowo dobrej znajomości anatomii i poprawiających się z biegiem czasu umiejętności chirurgicznych, była mała (wręcz żadna) wiedza ówczesnych uczonych co do podłoża procesów chorobowych i ich przyczyn. Sądzili oni, iż lepiej jest zastosować jakiekolwiek leczenie niż żadne. Upuszczanie krwi czasami mogło wywrzeć pozytywny wpływ na pacjenta, przy czym były to głównie korzyści psychiczne (tzw. efekt placebo) które równoważyły dolegliwości fizjologiczne wywoływane tym zabiegiem. Pacjent cierpiący na nadciśnienie powinien poczuć ulgę, ale nic poza tym. Flebotomia ostatecznie została zarzucona w XIX wieku, ale w dalszym ciągu w medycynie stosowane były praktyki, których skuteczność była wysoce dyskusyjna, jak np. hipnoza, stosowanie elektryczności, różnego rodzaju toniki i eliksiry często sprzedawane przez obwoźnych sprzedawców.
Pozytywnym efektem upuszczania krwi mogło być okresowe zmniejszenie ciśnienia tętniczego (przez zmniejszenie objętości krążącej krwi) u osób cierpiących na nadciśnienie tętnicze. Obecnie w tym celu stosuje się głównie środki farmakologiczne (w tym wypadku leki moczopędne).
Obecnie krwioupusty znajdują zastosowanie w leczeniu nadkrwistości i hemochromatozy.